# 이진희 (배구 선수)
이진희(1986년 7월 19일 ~ )는 대한민국의 여자 배구 선수이며, 구미 한국도로공사 하이패스 제니스 소속이다.

## 약력
이진희는 초등학교 6학년때부터 배구를 시작하였다. 근영여자고등학교때 대형 유망주로 주목을 받아온 그녀는 2005년 김지희, 황진숙, 같은 팀 동료인 박진왕과 함께 2005년 신인 드래프트로 수원 현대건설 그린폭스에 입단하였다. 대형 유망주답게 1라운드 5순위로 지명되어 많은 기대를 모으며 프로 무대에 데뷔하였고 2005년부터 정대영과 함께 팀의 주전 센터로 활동하며 기대치를 높여갔으나, 부상으로 시달리기 시작하면서 오유진, 김수지, 양효진등 실력이 월등한 센터들의 등장으로 출전 기회를 많이 잡지 못했다. 급기야 2007-2008 시즌에는 센터에서 라이트로 전향하기에 이르렀다. 현대건설에서 난조를 보이던 이진희는 결국 2009-2010 시즌을 앞두고 박진왕과 함께 구미 한국도로공사 하이패스 제니스로 이적하게 되었다.